# Grå gärdsmyg
Grå gärdsmyg (Cantorchilus griseus) är en fågel i familjen gärdsmygar inom ordningen tättingar.

## Utseende och läte
Grå gärdsmyg är en liten och kortstjärtad gärdsmyg. Fjäderdräkten är enfärgat grå med ett tunt vitt ögonbrynsstreck. Den förväxlas lättast med liknande gråfärgade myrfåglar, men dessa har kortare näbbar och saknar grå gärdsmygens tvärband på stjärten. Lätet är en ljudlig upprepning av ett tvåstavigt läte som på engelska återges "chu-choww".

## Utbredning och systematik
Fågeln lever i västra amazonska Brasilien (sydvästra Amazonas. Den behandlas som monotypisk, det vill säga att den inte delas in i några underarter.

### Släktestillhörighet
Tidigare placerades arten i Thryothorus, men DNA-studier visar att arterna i släktet inte är varandras närmaste släktingar, varför Thryothorus delats upp på flera mindre släkten, bland annat Cantorchilus.

## Levnadssätt
Grå gärdsmyg hittas i säsongsmässigt översvämmade skogar och intilliggande öppningar. Där ses den i den snåriga undervegetationen.

## Status och hot
Arten har ett stort utbredningsområde, men tros minska i antal, dock inte tillräckligt kraftigt för att den ska betraktas som hotad. Internationella naturvårdsunionen IUCN listar arten som livskraftig (LC).